# Монометалізм
Монометалі́зм(від латин. mono — один і metallum — метал) — форма грошової системи, у якій роль грошового еквівалента і основи грошового обігу виконує один грошовий метал. Банкноти та інші знаки вартості можна обміняти на цей грошовий метал.
Від кінця XIX століття найбільшого поширення набув золотий монометалізм. Розрізняють три його різновиди:
- золотомонетний стандарт: золото можна карбувати для приватних осіб, можна вільно ввозити і вивозити іноземну валюту, при цьому кредитні гроші можна вільно міняти на золоті монети;
- золотозлитковий стандарт: золоті монети не можна вільно карбувати і вони відсутні в обігу. Банкноти можна міняти лише на золоті зливки;
- золотодевізний стандарт: гроші не можна міняти безпосередньо на золото, але їх зв'язок зберігається через посередництво іноземної валюти.

Серед цих різновидів найдосконалішим вважають золотомонетний стандарт, який діяв у XIX на початку XX ст.